# Baetis flavistriga
Baetis flavistriga je druh jepice z čeledi Baetidae. Přirozeně se vyskytuje ve Střední a Severní Americe. V Severní Americe je tato jepice rozšířena v kontinentální části USA i v celé Kanadě a v Mexiku. Jako první tento druh popsal kanadský entomolog James Halliday McDunnough v roce 1921.